# Brittany Andrews

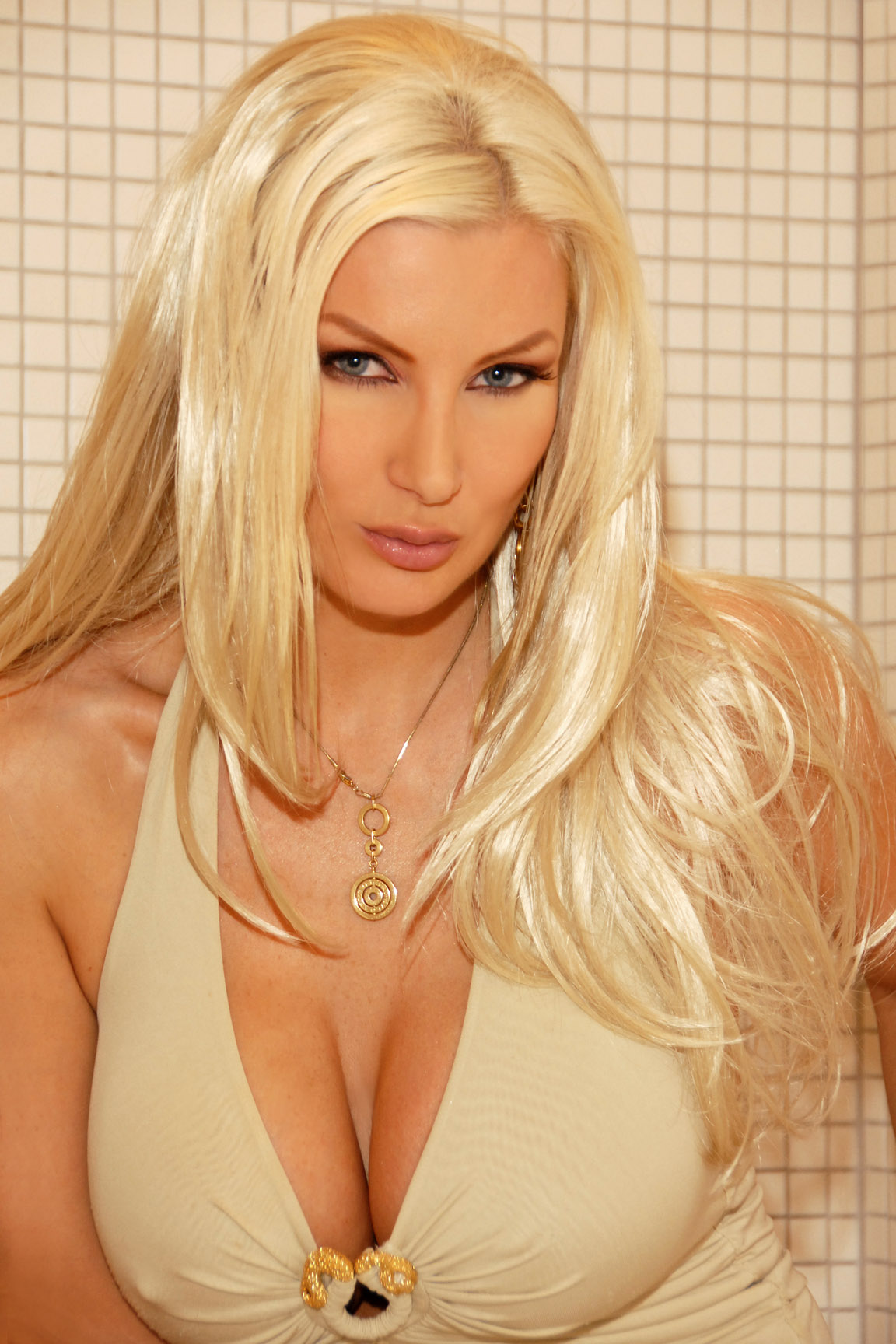
Brittany Andrews (2010)

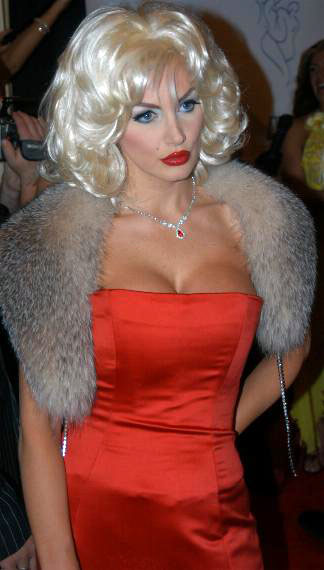
Brittany Andrews bei den AVN Awards (2005)

Brittany Andrews (* 13. August 1973 in Milwaukee, Wisconsin; geboren als Michelle Carmel Barry) ist eine US-amerikanische Pornodarstellerin, Produzentin und DJ.

## Leben
Brittany wuchs in Milwaukee im Bundesstaat Wisconsin auf. Bevor sie ihre Karriere als Stripperin und Fotomodell startete, war sie in einem Schönheitssalon in ihrer Heimatstadt beschäftigt. Bei Fotoaufnahmen für das Männermagazin Hustler traf sie 1995 Jenna Jameson, die ihr den Einstieg ins Pornogeschäft ermöglichte. Ihr erster Pornofilm wurde 1996 veröffentlicht und trägt den Titel Internal Affairs. Brittany Andrews erhielt für ihre erste Darstellung eine Nominierung für den AVN Award. In den folgenden Jahren etablierte sie sich in der Branche und arbeitete weiterhin als Fotomodell für zahlreiche Männermagazine.
Neben ihrer Pornokarriere moderierte sie verschiedene Formate fürs Kabelfernsehen, unter anderem für den Sender Playboy TV. Sie besitzt die Firma Britco Pictures und produzierte unter diesem Label ihre eigenen Pornofilme und führte auch teilweise Regie. Sie ist für ihre Darstellungen als MILF in Filmen des gleichnamigen Genres und in Strap-On-Filmen bekannt. Im Februar 2008 zog sie sich aus dem aktiven Geschäft zurück. Im gleichen Jahr wurde sie in die AVN Hall of Fame aufgenommen. Im Jahr 2010 kehrte sie zurück und spielte die Rolle der Samantha in Sex and the City – The XXX Parody, einer Pornoparodie auf die TV-Serie Sex and the City. Danach drehte sie Szenen für MILF-Produktionen des Studios Brazzers und spielte eine Rolle in der Pornoparodie Deadpool XXX: A Porn Parody.

## Auszeichnungen
- 2008: Aufnahme in die AVN Hall of Fame[3]
- 2022: AVN Award – Favorite Domme (Fan Award)[5]

## Filmografie (Auswahl)
- 1997: Jenna's Built For Speed
- 1999: Leather Bound Dykes From Hell 14
- 1999: Flashpoint
- 2000: Cellar Dweller 3
- 2000: Vegas or Bust
- 2000: Ultimate Firsts
- 2001: Naked Bodies
- 2001: Big Busted Doms
- 2001: On the Prowl 4
- 2001: The Perfect Pair
- 2002: Topless Room Service
- 2002: Bondage Babes
- 2002: Strapon Chicks: Dom N Dommer
- 2002: I Dream of Jenna
- 2002: Taylor Wane's Breast Friends 2
- 2002: Sexual Healing
- 2003: Metropolis
- 2003: Adult Stars at Home 3
- 2004: Boob Cruise Paradise
- 2004: Lusty Busty Blondes
- 2005: Porn Fidelity 3
- 2006: Strap-On Sissy School
- 2006: Strap Attack 4
- 2006: Hustler Double Feature: Girlie Action
- 2006: Girls Playing With Girls
- 2006: The Erotic Adventures of Nikki Nine
- 2006: Cuntrol
- 2007: Cheating Housewives 4
- 2007: Nectar's Bloopers and Out Takes
- 2007: Seymore Butts' Rump Rider
- 2008: MILF Cruiser 14
- 2008: Naturally Exposed 5
- 2008: Big Sausage Pizza 19
- 2009: Dude, I Banged Your Mother!
- 2010: Classic Catfights 5
- 2010: Sex and the City – The XXX Parody
- 2011: A Big Tit Christmas 2
- 2011: FemDom Ass Worship 7
- 2012: Soccer Moms
- 2013: Doctor Adventures 16
- 2013: First String 4
- 2014: MILFs Like It Big 17
- 2015: MILFs Suck! 2
- 2015: This Can't Be Deadpool XXXx
- 2016: Legendary Players 3
- 2019: Sexy Hotwife Stories 3
- 2019: Cougar Lust
- 2019: Slutty Anal MILFs
- 2019: Anal Craving MILFs 7
- 2020: MILF Affairs 3
- 2020: My Wife Likes BBC 2
- 2020: Cuckold Sessions 36
- 2021: Quarantined MILFs
- 2021: Sweet Femdom Pegging 3
- 2021: My First Sex Teacher 74
- Barefoot Confidential 1
- Tabitha's Lesbian Masturbation Party